# Mirare
Mirare è una circoscrizione rurale (rural ward) della Tanzania situata nel distretto di Rorya, regione del Mara. Conta una popolazione di 12 416 abitanti (censimento 2012).